# Ferdinand Friedrich August Klusemann

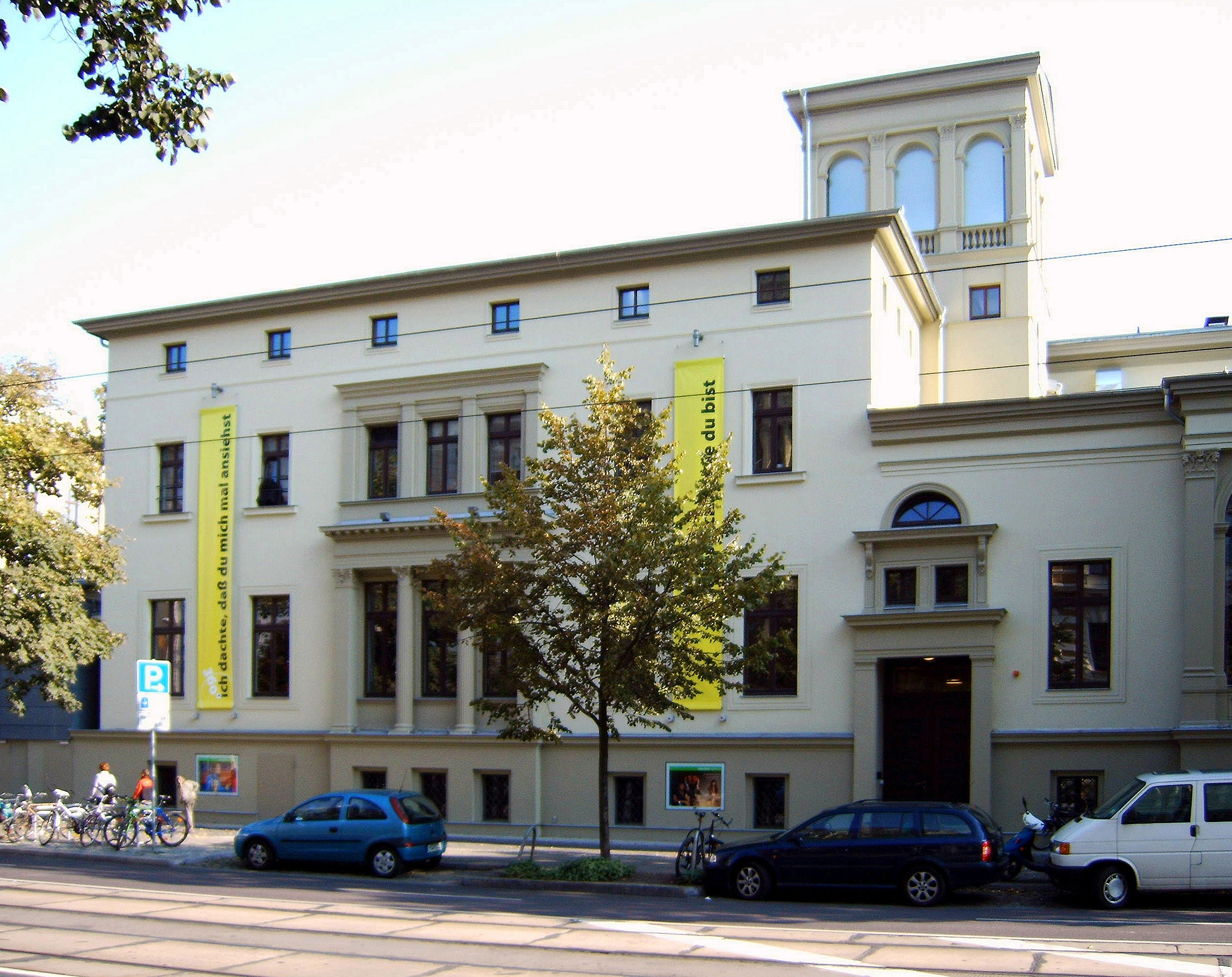
Villa Klusemann als Schauspielhaus im Jahr 2005

Ferdinand Friedrich August Klusemann (* 9. Januar 1822 in Löderburg; † 2. Oktober 1878 in Magdeburg) war ein deutscher Zivilingenieur und Unternehmer.

## Leben
Klusemann war Sohn eines Pfarrers. Er absolvierte 1847/48 seine Militärzeit beim 26. Landwehrregiment. Beheimatet in der Magdeburger Börde, einem wichtigen Anbaugebiet von Zuckerrüben, beschäftigte er sich mit dieser Nutzpflanze und erfand die Schnitzelpresse, die für die Verarbeitung der Zuckerrüben große Bedeutung hatte. Sie ermöglichte es, die Rübenscheiben haltbar zu machen. Da seine Idee keine Fabrikanten fand, gründete er 1849 die Maschinenfabrik Klusemann & Woltersdorf. 1857 trat er dem Verein Deutscher Ingenieure (VDI) bei und war Gründungsmitglied des VDI-Bezirksvereins für Magdeburg und Umgebung. 1860 wurde er Alleininhaber des Unternehmens und benannte sie in Friedrich August Klusemann Maschinenbauanstalt & Eisengießerei um, das Werk lag in Sudenburg. 1872 wandelte er es zur Aktiengesellschaft unter der Firma Sudenburger Maschinenfabrik & Eisengießerei AG um. Zu den Aufgaben zählten der Bau von Zuckerrübenfabriken im In- und Ausland sowie der Bau von Anlagen für chemische Fabriken. Klusemann ließ sich eine Villa an der Kaiserstraße (heute Otto-von-Guericke-Straße) bauen, die 1906 an die Harmonie-Gesellschaft verkauft wurde und heute als Sitz der Freien Kammerspiele Magdeburg dient. Seinen Wunsch, eine Familienstiftung für die Unterstützung Armer und Bedürftiger zu erbauen, erfüllte seine Frau nach seinem Tod mit der Schenkung von 60.000 Mark.